# Maikópskoye
Maikópskoye (del ruso: Майкопское) es un seló del raión de Gulkévichi del krai de Krasnodar, en el sur de Rusia. Está situado 3 km al nordeste de Gulkévichi y 140 km al nordeste de Krasnodar, la capital del krai. Tenía 4 106 habitantes en 2010.
Pertenece al ókrug urbano Gulkévichkoye.

## Composición étnica
De los 4 118 habitantes con que contaba en 2002, el 89.6 % era de etnia rusa, el 4.5 % era de etnia armenia, el 2.6 % era de etnia ucraniana, el 0.8 % era de etnia gitana, el 0.6 % era de etnia alemana, el 0.4 % era de etnia georgiana, el 0.3 % era de etnia bielorrusa, el 0.3 % era de etnia azerí, el 0.2 % era de etnia tártara y el 0.1 % era de etnia turca